# Barra brava

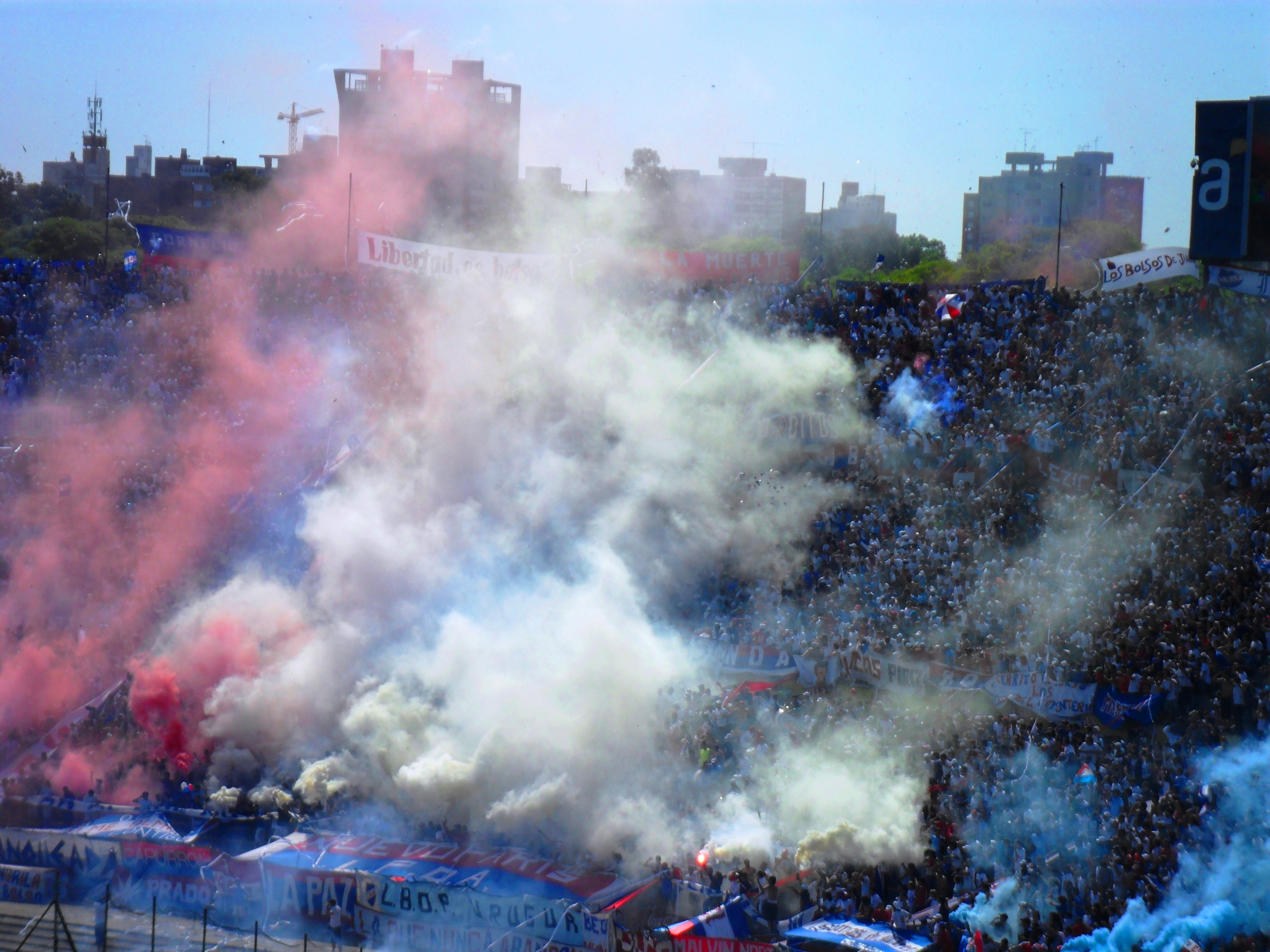
Barra brava do Club Nacional de Football, Uruguai.

Barra brava é um tipo de movimento de torcedores futebolísticos muito popular na América Latina, conhecida por incentivar suas equipes com cantos intermináveis e fogos de artifício. Costumam localizar-se nas arquibancadas e atrás dos gols, acompanhando as partidas sempre de pé. Ao contrário das torcidas organizadas não possuem uniformes próprios, mas possuem uma forte estrutura hierárquica e um número maior de membros.

## Barras argentinas
As barra bravas na Argentina são muito tradicionais, mas também consideradas perigosas. Representam a alma e garra das equipas locais. Estas são responsáveis pelo apoio incondicional a equipe. São famosas por cantarem até quando o time está perdendo e no momento em que sofre um gol.
Contudo, as mesmas são responsáveis por espetáculos de violência e também do narcotráfico, afetando socialmente toda a Argentina. Desde o primeiro assassinato ocorrido em 1923 até o princípio de 2000, foram registradas 138 vítimas fatais e uma enorme quantidade de feridos em confrontos entre as barra bravas. As mais fortes são La Barra Del Rojo (do Independiente), La Hinchada Más Popular (do Newell's Old Boys), Jugador Nº12 (do Boca Juniors), Los Borrachos del Tablón (do River Plate), Los Guerreros (do Rosario Central) e La Butteler (do San Lorenzo de Almagro). Na história das barra bravas as que mais se destacaram foram: a La Barra Del Rojo com seu capo (líder) "Gallego" (anos 80 e 90), Jugador Nº 12 com José "Abuelo" Barrita (anos 80 e 90) e a de Chacarita Juniors com os capos "Muchinga" e Roque (anos 70 e 80).

### Origem

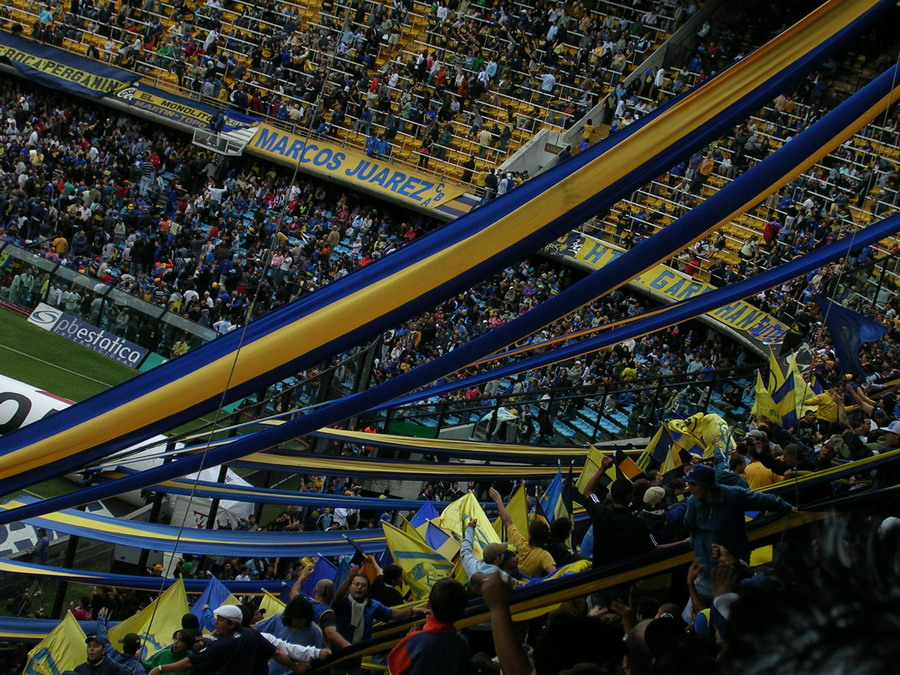
La 12, barra brava do Boca Juniors.

Tem-se notícia de que o  primeiro confronto violento entre torcedores tenha ocorrido em uma partida entre a Argentina e o Uruguai em 16 de julho de 1916 no estádio do Gimnasia y Esgrima de Buenos Aires. Foram vendidas 40 mil entradas para o jogo, sendo que o local só poderia receber a metade. Como resultado, parte do estádio acabou sendo incendiado.
Curiosamente, o primeiro jogo entre Boca Juniors e River Plate na era profesional, disputado em 20 de setembro de 1931 também terminou com distúrbios. Três jogadores do River foram expulsos e se negaram a sair de campo, logo, a torcida revoltou-se e iniciou uma batalha contra a boquense.
Em 14 de maio de 1939, no estádio de Lanús, a violência teve suas primeiras vítimas fatais. Em um jogo da quarta divisão entre o Boca e o time da casa, após uma falta cometida por um jogador do Lanús, os futebolistas começaram a se enfrentar, sendo ajudados pelo público. Ao ver isso, a torcida do Boca tentaram derrubar o alambrado e invadir o relvado, mas foram impedidos pelo policial Luis Estrella, que disparou um tiro à arquibancada, acertando e matando dois espectadores, Luis López e Oscar Munitoli, menor de 9 anos.
Estes casos isolados tornaram-se mais sérios no final da década de 1950, mais precisamente em 1958, com o assassinato de Alberto Mario Linker, torcedor do River Plate, quando a sociedade argentina tomou ciência da existência de grupos organizados bastante semelhantes das barra bravas atuais, que controlavam todos os aspectos de ligados a uma partida de futebol. Anteriormente, quando uma equipe jogava como visitante, a mesma era pressionada pela torcida local. Com o propósito de responder a esta pressão, as Barra Bravas nasciam, tendo como caráter moralizados o uso da violência. Pouco a pouco, cada time ia recebendo a sua própria Barra.
Logo, os dirigentes dos clubes começaram a financiar estes movimentos, pagando suas entradas no eventos e as viagens realizadas. O acesso a este benefício dependia da hierarquia dentro de cada barra. Para tanto, era necessário ser violento, o que aumentou os índices de mortes. Entre 1924 e 1957, só havia registros de 12 mortes a partir da violência do futebol na argentina.

### A consolidação da violência (1958-1985)

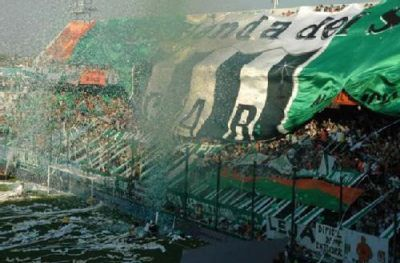
La banda del Taladro, barra brava do Banfield, Argentina.

A partir da morte de Linker, o futebol argentino começa uma fase de acostumação da violência relacionado às barra bravas, tendo um aumento do número de mortes.
Entre 1958 e 1985, houve 100 mortes relacionadas ao futebol, uma média de uma morte a cada três meses. Dentre estas ocorrências, incluem-se também fatos que aconteceram entre membros das barras dentro e fora dos estádios, a repressão policial frente à desordem, entre outros casos de violação à segurança.
Pode-se classificar esta fase das barra bravas em três etapas: a espontânea, que contava, até 1965, com a participação de muitos jovens; a instituicionalização, entre 1966 e 1976, em que as barra bravas são reconhecidas publicamente, aceitadas e financiadas como grupos de choque; e a terceira "de ganhar um lugar ao sol", em que as barras começaram a interferir diretamente na vida dos clubes, participando decisivamente na compra de futebolistas, trocas de treinadores, participação de treinamentos e visitas à vestiários.
A atuação e existência das barra bravas não se limitava apenas às equipes de maior expressão, mas também aos clubes médios e pequenos da Argentina. Como exemplo, um duelo entre Quilmes e Atlanta que produziu um enfrentamento entre as barras das duas equipes, tendo um torcedor do Atlanta sacado uma arma, para defender um jovem de 14 anos ferido, matando o torcedor rival Miguel Ferreyra.
Outra característica que marcou as barra bravas argentinas nesta época foi a "proteção" dada pelo Estado. Muitos dos envolvidos na interferência aos clubes não foram investigados ou penalizados pela justiça, ficando os envolvidos em plena liberdade durante os ocorridos. Amílcar Romero, em seu livro "Muerte en la cancha" registra que a maior parte dos homicídios ocorreram durante as ditaduras militares.

### A identificação e oaguante

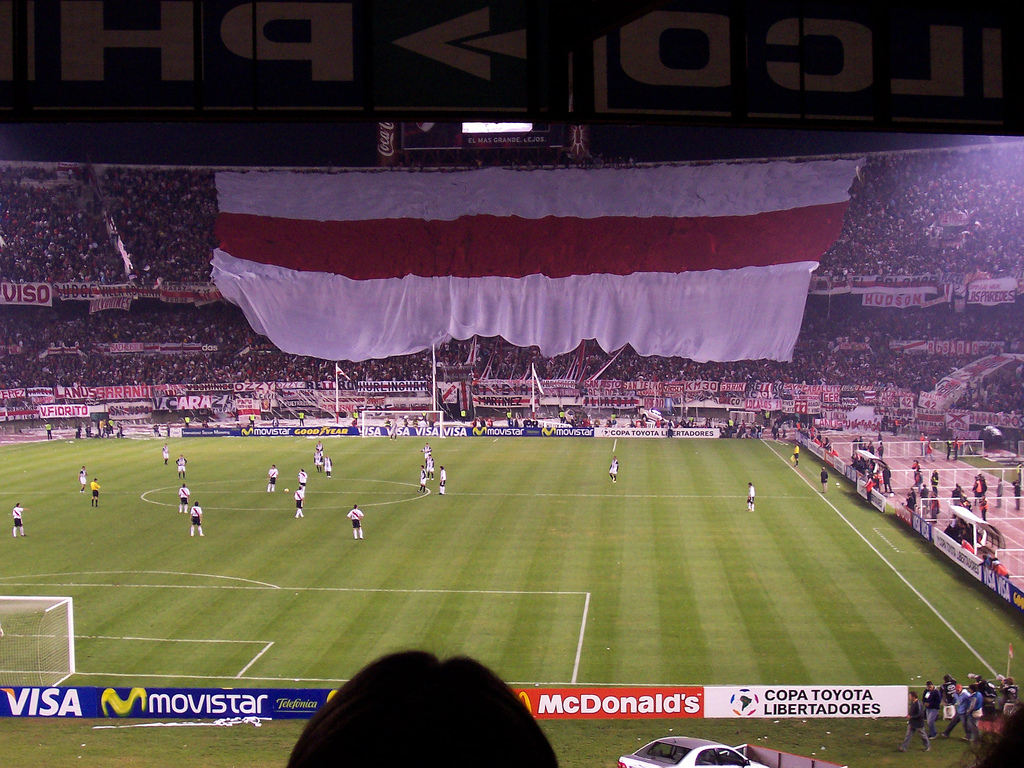
Los Borrachos del Tablón, Club Atlético River Plate, Argentina.

Diferentes especialistas dizem que as torcidas passam a ter cada vez mais identificação com as equipes, em lugar dos "jogadores-símbolo" e dos dirigentes mais dedicados. Era comum a rápida venda de jogadores de todas as equipes, dificultando sua identificação devido ao curto período em cada clube.
Logo, as torcidas começavam a aclamar as cores, os símbolos e o estádio em oposição ao adversário. Este processo cria fragmentações externas e internas. A externa gera divisões dentro das barras em regiões, cidades, bairros e até ruas. A fragmentação interna trata de agrupações dentro da própria barra brava, dividindo poderes e influências quanto aos meios de financiamento, normalmente concentrados em um único grupo. Este fenômenos de fragmentações gerou mais violência por parte dos membros excluídos em busca de meios econômicos e de respeito. Nasce então o aguante, um ranking imaginário que define supostas hierarquias sobre quem defende melhor a instituição na vitória ou na derrota, sob dolo ou desilusões. O aguante passa a ser meios de defesa do espaço mediante ao corpo a corpo e aos métodos de intimidação. Um canal de televisão argentino chamado TyC Sports transmitiu nessa época um programa denominado El Aguante, no qual os torcedores de cada equipe concorriam nos estádios demonstrando o que sentiam por seus clubes e pelos rivais.

### Financiamento

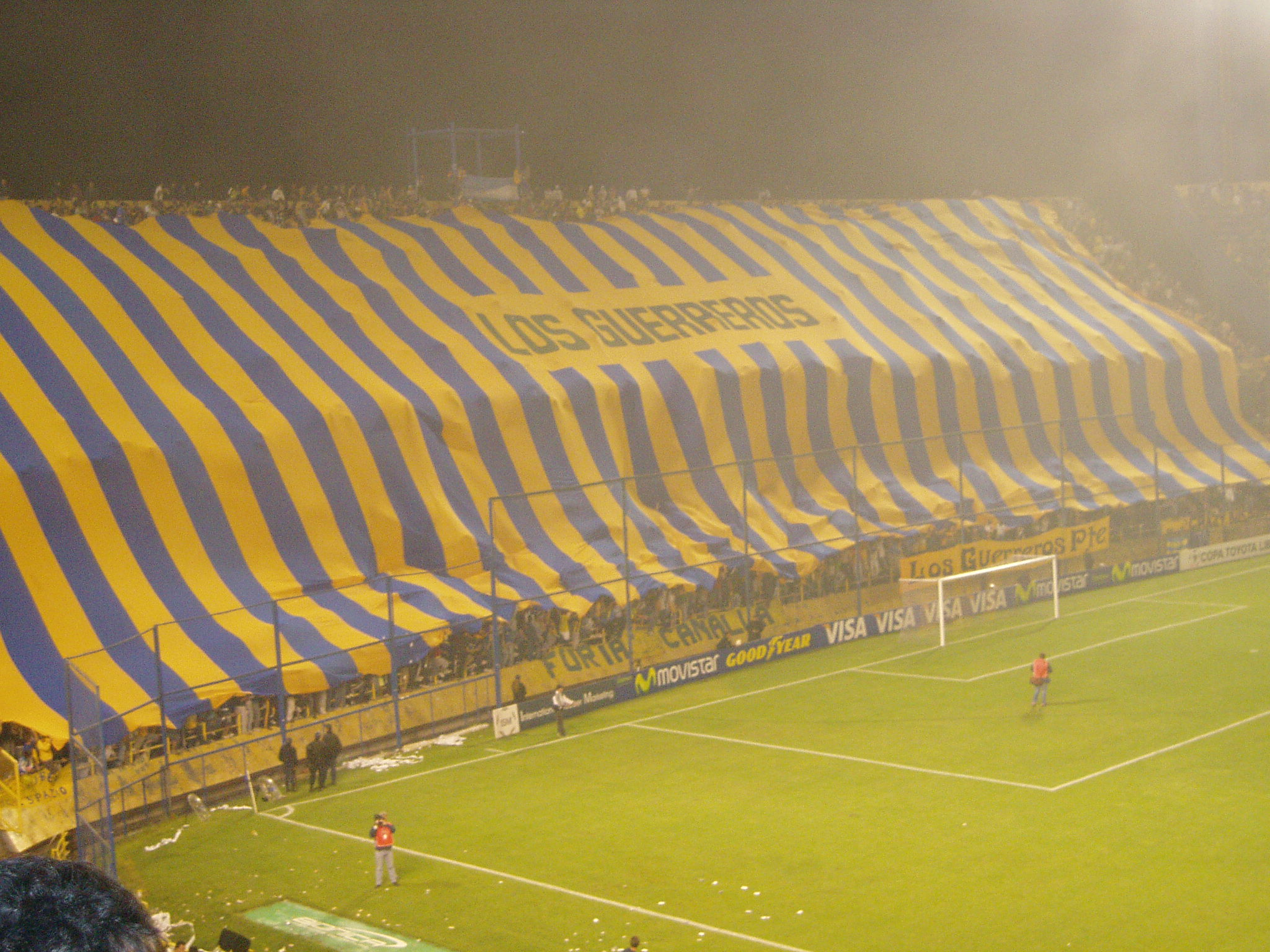
Los Guerreros, barra brava do Rosario Central, Argentina.

O financiamento de cada barra brava se dá por meios particulares. Porém, um meio comum e frequente dá-se pelo dinheiro concedido por atletas, dirigentes e políticos, venda de drogas e revenda de ingressos.
Desde o princípio, os dirigentes dos clubes contribuíram com ingressos, sejam para a entrada gratuita ou para a revenda. Porém, atualmente, a barra bravas não mais são usadas apenas para suas funções originais na Argentina, mas também para pressionar os jogadores a acertarem recisões contratuais menos favoráveis. Os dirigentes contratam os grupos para garantir a segurança dos espetáculos promovidos pelo clube, bem como a pressionar possíveis adversários políticos em eleições internas. Contudo, muitas vezes, os próprios dirigentes são pressionados a contribuir com os barrabravas através de ameaças de distúrbios durante as partidas.
Muitos políticos argentinos utilizam os grupos de barra bravas como intermediário de suas campanhas eleitorais, fazendo de algumas barras "brigadas de choque" a seu favor. Um exemplo disto é a utilização da barra brava do Club Deportivo Morón por parte de Juan Carlos Rousselot. Rousselot, que era prefeito da cidade de Morón, a utilizou para suspender uma reunião que questionava planos de obras públicas.

## Barras brasileiras
Em 2001, no estado do Rio Grande do Sul, a influência vinda dos países vizinhos (Argentina e Uruguai) começaram a estimular jovens torcedores a criarem suas próprias Barras. Estes jovens buscavam ter em seus times uma torcida que apoiasse e cantasse para a equipe durante todo o decorrer do jogo, ganhando ou perdendo, e também fugir das tradicionais Torcidas Organizadas (Ideologia de torcida que prevalece em todo o Brasil).

### As barras bravas do Rio Grande do Sul
A Geral do Grêmio é tida como a primeira barra brava do país, a Geral do Grêmio foi criada em 2001, em Porto Alegre, inspirada nas barras argentinas, essa parte da torcida do Grêmio passou a ter uma postura de apoiar o time em todos os momentos. A Copa do Brasil de 2001 foi o primeiro título do Grêmio comemorado na Geral.[carece de fontes?]
A Guarda Popular, barra brava do Internacional foi criada em 2004, também em Porto Alegre. Se tornou barra brava após a união da Popular do Inter e da Guarda Colorada que passaram a se reunir no famoso Portão 7 do Estádio Beira-Rio. Em 2011, a Guarda Popular enfrentou dificuldades quando parte de sua liderança chegou a dissidir-se voltando com a Popular do Inter, mas depois conseguiram se estabilizar e a torcida voltou a ser uma só.

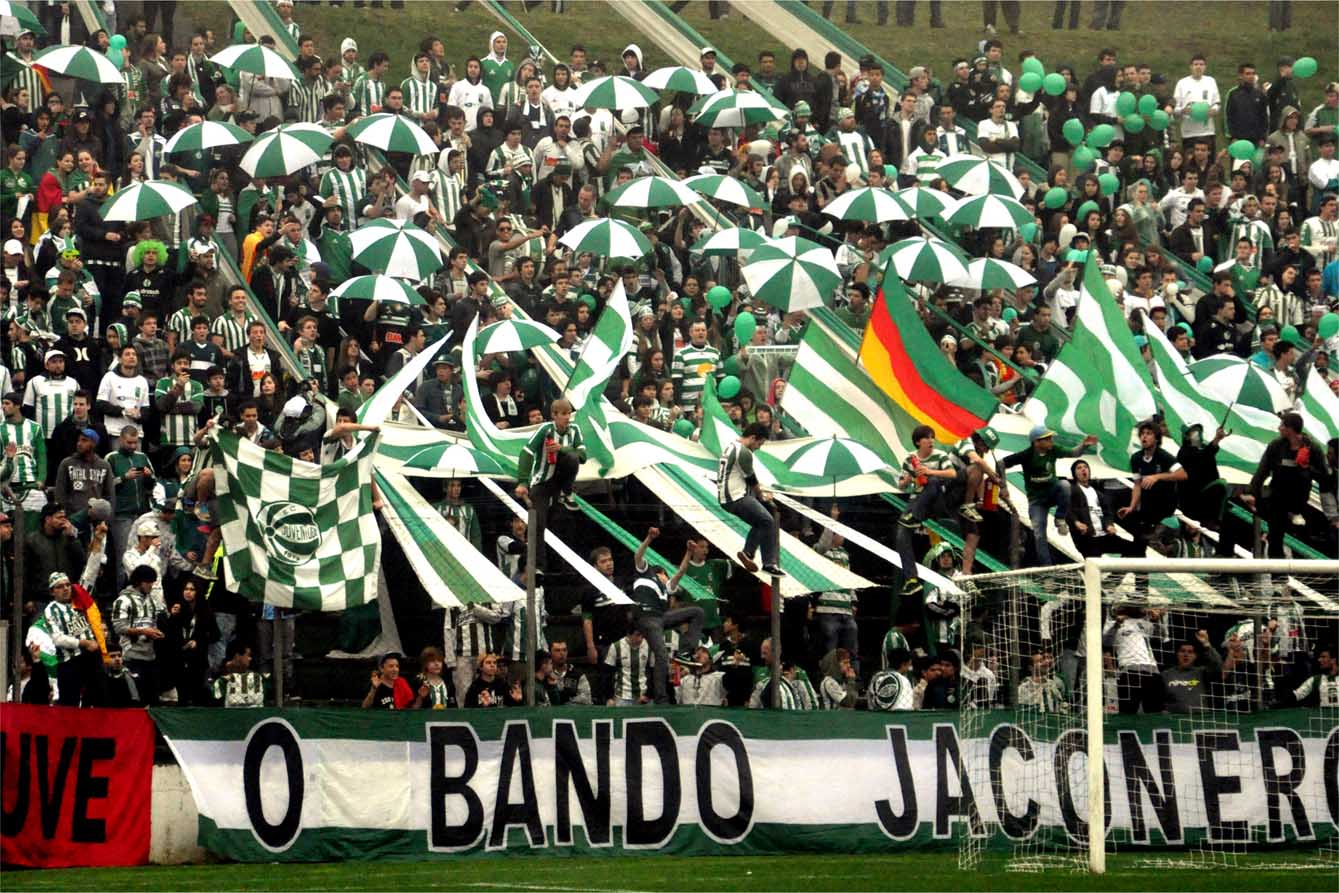
Os Loucos da Papada, barra brava do Juventude, Caxias do Sul

Os Loucos da Papada foram planejados em 2007, tiveram suas primeiras reuniões a partir de Janeiro de 2008 e foram fundados oficialmente em 8 de Março do mesmo ano por ex-integrantes da Torcida Organizada Mancha Verde e demais torcedores do Juventude. A torcida tinha o intuito de apoiar o clube durante os 90 minutos de jogo e dar vida a ferradura norte do Estádio Alfredo Jaconi.

### As barras bravas do Rio de Janeiro

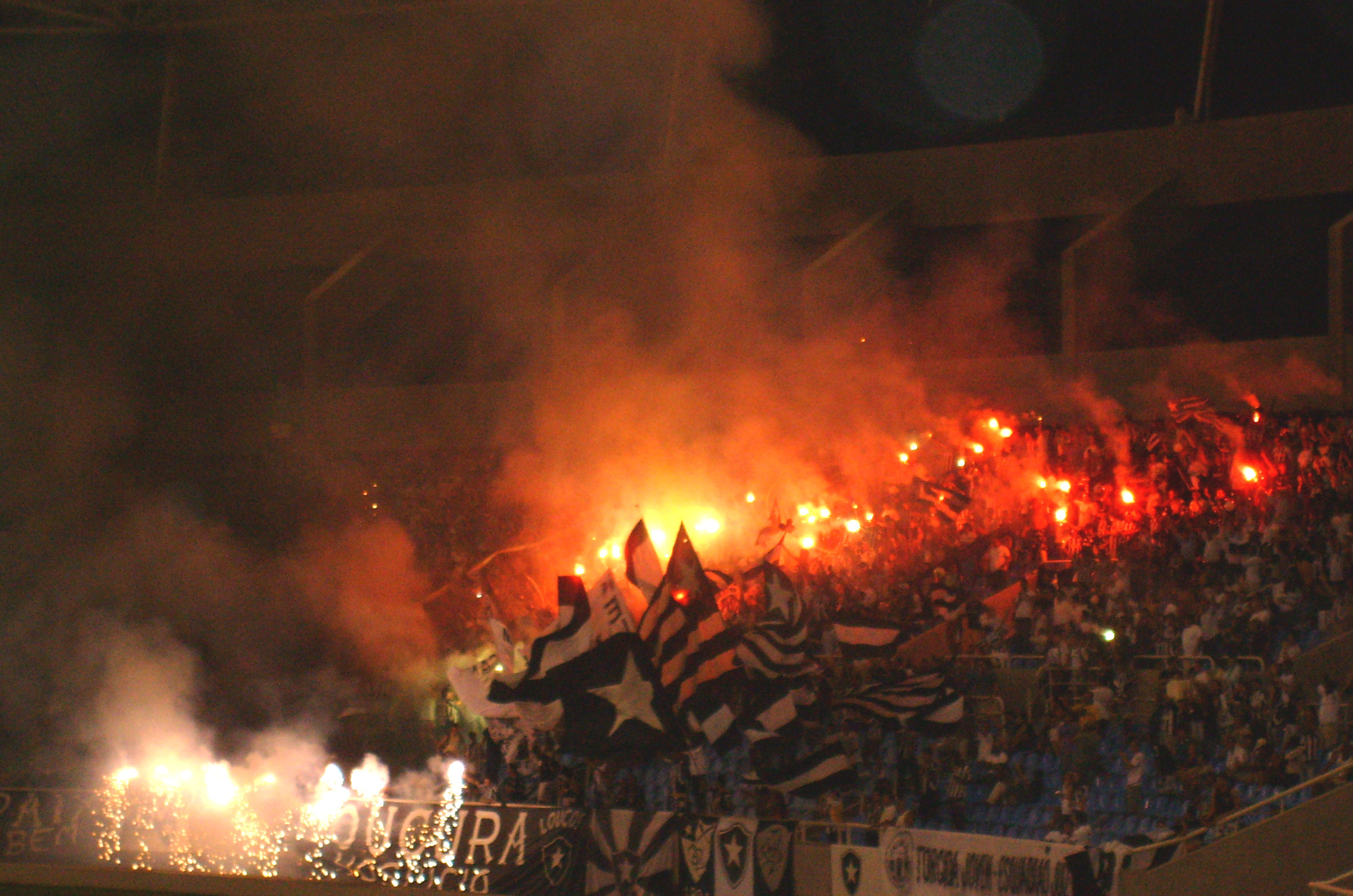
Loucos pelo Botafogo, barra brava do Botafogo, Rio de Janeiro.

Com o crescimento das Barras Bravas gaúchas, a cultura desse tipo de torcida se expandiu para as torcidas de outros estados, um deles foi o Rio de Janeiro. Com as Torcidas Organizadas frequentemente se envolvendo em confusões dentro e fora dos estádios, a alternativa vinda do sul do país caiu no agrado dos jovens torcedores dos grandes clubes cariocas, por sua filosofia de paz nos estádios, não ter um núcleo de liderança, uso da camisa do time e não das torcidas e o apoio total ao clube durante as partidas.
A primeira Barra Brava carioca foi a Loucos pelo Botafogo criada em 2006, com o afastamento da maior Organizada do clube a Fúria Jovem do Botafogo, devido a confusões com outras torcidas, em alguns períodos principalmente na época do rebaixamento do Botafogo em 2014 e em 2015 quando disputou a Série B, muitos torcedores passaram a frequentar mais a Loucos.
A maior Barra Brava do Flamengo é a Nação 12, é a caçula das quatro principais Barras do Rio de Janeiro, foi criada em 2009, ano em que o Flamengo foi campeão do Brasileirão.
A Bravo 52 é principal Barra Brava do Fluminense, ela surgiu em 2009 com a dissidência de alguns membros do Movimento Popular Legião Tricolor, a Bravo desde sua criação passou a tomar o lugar da Legião Tricolor, que foi criada em 2006 e teve seu auge em 2008 na campanha em que o Fluminense chegou a final da Libertadores, muitas das canções entoadas pelos torcedores foram criadas pela Legião Tricolor ou pela Bravo.
No Vasco da Gama surgiu em 2006 a Guerreiros do Almirante, também conhecida pela sigla GDA. Com os rebaixamentos do Vasco, essa parte da torcida passou a ser muito importante, com seu apoio contínuo em São Januário. Assim como as outras Barras da cidade se fortaleceu cada vez mais com as punições das Organizadas.

### As barras bravas de São Paulo

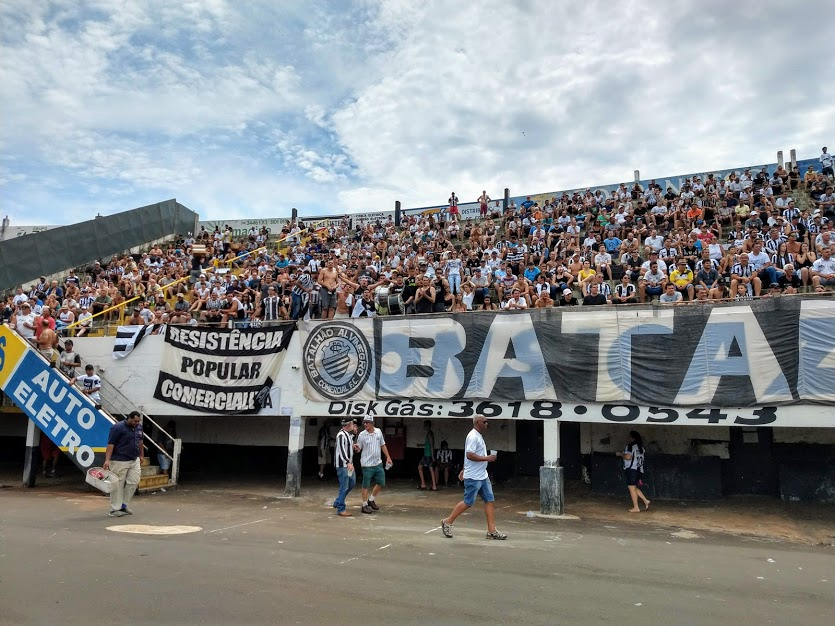
Batalhão Alvinegro & Zona Leste.

As Barras nunca se tornaram populares entre os torcedores dos 4 grandes clubes de São Paulo, a não ser no Santos com a já extinta Barra "A10 Santista" muito oprimidas pelas torcidas organizadas do alvinegro praiano. Mas em 2024 o movimento voltou com força no alvinegro praiano e os torcedores do Santos substituiu "A10 Santista" para uma nova Barra Brava pro clube, a Guarda Real 1912 que promete se establecer na Bancada e cantar os 90 minutos na Vila Belmiro e no Pacaembu. 
Mas (com exceção do Santos) se disseminaram em alguns clubes menores do estado, como o "Ferroviários" do Ituano, "Febre Amarela" do São Bernardo, "Os Jecas" do Taubaté e o Setor 2 do Juventus do italiano bairro da Mooca (zona leste da cidade de São Paulo), criada em 2003. 
O Setor 2 em pouco tempo se tornou a principal grupo de torcedores do Juventus da Mooca, tomando conta de uma das arquibancadas (localizada atrás do gol) da Rua Javarí. Desde a sua fundação o Setor 2 não teve muitos títulos para comemorar; Alguns acessos, uma Copa Paulista (em 2007) e uma vaga para Copa do Brasil de 2008. A torcida continua atuante e segue apoiando o Juventus da Mooca junto a torcida mais velha do clube (e uma das Torcidas Organizadas mais antigas do país) a Torcida Ju-Jovem e os Ultras Fedayn.
Atualmente, a barra brava que mais atua e cresce no Estado de São Paulo, é o Batalhão Alvinegro, torcida do Comercial FC de Ribeirão Preto, inclusive, foi a primeira a adotar este estilo latino, no interior de São Paulo, mas com um pequeno diferencial, pois tem uniformização nos mesmos moldes das organizadas brasileiras.

### As barras bravas do Paraná
A maior barra brava é a Curva 1909 do Coritiba fundada em 29/03/2017. Sendo composta por remanescentes do Povão Coxa-Branca, Coxaceiros,Mancha verde e novos torcedores simpatizantes do ideal, a Curva 1909 vem crescendo muito a cada ano e atraindo à todos com o seu jeito de torcer, nunca deixando de cantar durante a partida músicas de incentivo ao Coritiba. Ficam localizados no setor Mauá (setor oposto a da principal organizada do clube), também são conhecidos como Portão 09 (P09) devido ao portão principal que dá acesso ao setor Mauá. A Curva também é uma das principais torcidas do Coritiba Foot Ball Club que realizam muitas caravanas em jogos distantes da capital paranaense. A barra mantém amizades com a Barra da Chape, Movimento M90 (ABC F.C) , Movimento Brava Bolívia (Sampaio Corrêa), Movimento Turma Tricolor (Bahia Esporte Clube), Lobos do Esquadrão (Paysandu), Setor Alvinegro (Ceará E.C), Loucos da Papada (Juventude E.C), além de uma forte amizade com a Los Piratas de Alberdi do Belgrano (tida como a primeira barra da Argentina) .
No interior do estado um grupo de torcedores do F.C Cascavel, time do oeste do Paraná, fundam em 27 de junho de 2014 uma torcida com um estilo semelhante aos das barras bravas. A torcida que originalmente se localizava no Setor C (atrás do gol), migrou para o Setor D (lateral do campo), visto que a arquitetura do estádio não beneficiava uma boa acústica. Em 2020 completa 6 anos de muita luta e crescimento juntamente com a ascensão do clube, se tornando a Barra presente em praticamente todos os jogos do clube, incentivando os torcedores do F.C Cascavel a se fazerem mais presentes nos estádios adversários. A Barra Brava La Fúria Aurinegra mantém amizade dentro do estado com as torcidas organizadas Camisa Vermelha e Branca (CVB), do Rio Branco de Paranaguá e com a Torcida Trem Fantasma (TTF), do Operário de Ponta Grossa.

## Materiais

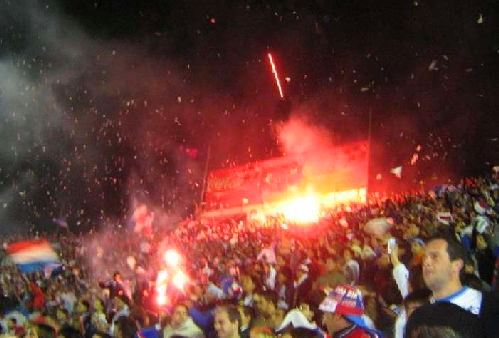
La Banda del Parque, barra brava do Nacional, Uruguai.

Dentro os materiais utilizados pelas barra bravas encontram-se:
- Bandeiras
- Fogos de artifício
- Sinalizadores
- Piscas
- Chuva de Prata
- Fumaças
- Bobinas
- Papel Picado
- Guarda-Chuva
- Frevos
- Balões
- Trapos (ou panos) - que trazem mensagens de apoio, alusão à história ou localidades
- Barras/Tirantes (ou faixas) verticais e, em alguns casos horizontais

## Instrumentos

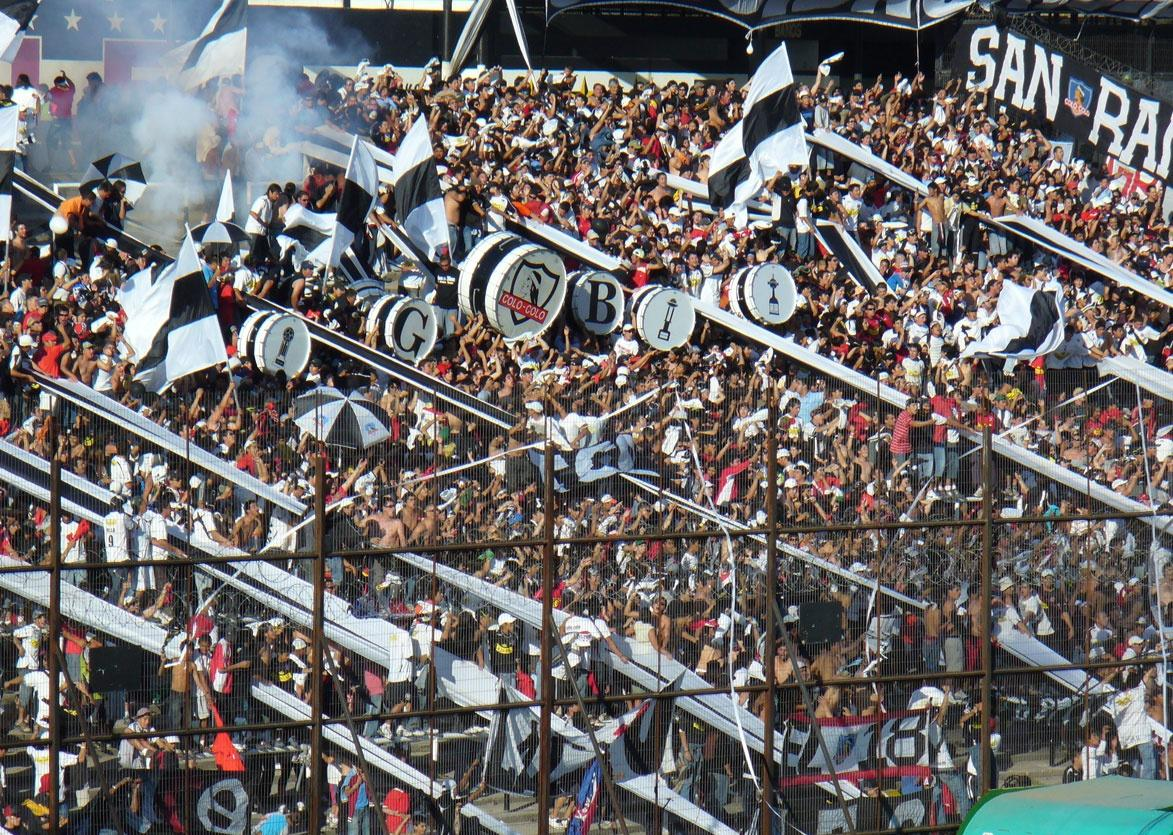
Garra Blanca, Colo-Colo, Chile.

Para gerar um som alto e empolgante, as barra bravas precisam de instrumentos musicais, que variam de grupo para grupo, mas frequentemente usam alguns como estes:
- Bumbos
- Caixas
- Murgas
- Trompetes
- Pratos
- Repiniques
- Timbalão de chão
- Tarol
- Buzina
- Malacacheta (instrumento musical)
- Trombone
- Apito